# Laparocerus lanatus
Laparocerus lanatus ist eine Käferart aus der Familie der Rüsselkäfer. Sie ist ein Endemit der Insel Madeira. Die Art ist nach heutiger Kenntnis mit hoher Wahrscheinlichkeit ausgestorben.

## Beschreibung
Laparocerus lanatus erreicht eine Körperlänge von ca. 4,5 bis 4,75 Millimeter. Die Art ist von langgestreckt eiförmigem Körperumriss, mit dem typischen kurzen und dicken Rüssel (Rostrum) der Unterfamilie. Der Käfer ist einförmig schwarzbraun bis rein schwarz gefärbt. Typisch für die Art und namensgebend ist die Behaarung der Flügeldecken, diese sind dicht mit langen, aufgerichteten, seidig glänzenden graubraunen Haaren besetzt, auch die Vorderschenkel sind lang behaart. Der Rüssel ist zur Spitze hin schwach erweitert und zwischen den halbkugelig vorstehenden Augen mit einer tiefen Längsfurche versehen. Die Antennen sind ziemlich lang, ihr Grundglied (Scapus) im ersten Drittel deutlich gebogen und zur Spitze hin allmählich keulenförmig verdickt, das zweite Glied der Antennengißel deutlich länger als das erste. Das Pronotum ist seitlich abgerundet, mit der größten Breite knapp hinter der Mitte, seine Oberfläche ist runzlig aufgeraut und doppelt punktiert, mit großen und dazwischen eingestreuten kleineren Punkten. Die Elytren sind vorn abgestutzt, sie sind breiter als das Pronotum, die Vorderecken seitlich in deutliche Schultern erweitert. Sie haben tiefe punktierte Längsstreifen, neben den lang aufgerichteten Seidenhaaren ist eine doppelte Behaarung aus kurzen wolligen Haaren vorhanden. Auch beim Männchen sind die Schienen der Hinterbeine zur Spitze hin nicht erweitert, die Schienen aller Beinpaare tragen aber innen an der Spitze einen kurzen Dorn. Die Spitze der Vorderschienen ist außen abgerundet.

## Verbreitung
Die Art ist ausschließlich von der Insel Madeira bekannt. Angegeben werden Funde vor allem vom Südteil der Insel. Angegeben werden von Wollaston etwa das Tal Curral das Romeiras (Typuslokalität) und der Pico da Cruz oberhalb von Funchal. Seiner Beschreibung nach war die Art bei seinem Besuch durchaus häufig, sie fand sich im Wald und in kleinen Auflichtungen, unterhalb der Stufe des Lorbeerwalds (Laurisilva), am Boden oder versteckt unter Steinen.
Nach der Angabe des besten Kenners und Spezialisten für die Gattung, Antonio Machado Carrillo (Teneriffa, Observatorio Ambiental Granadilla) ist die Art ausgestorben.

## Taxonomie und Systematik
Die Art wurde, als Atlantis lanatus, durch den englischen Naturforscher Thomas Vernon Wollaston in seinem Werk Insecta Maderensia 1854 erstbeschrieben. Wollaston bezieht sich neben eigenen Funden auf Aufsammlungen des Schweizer Naturforschers Oswald Heer. Nachforschungen von Machado fanden zahlreiche weitere Exemplare in alten Museumssammlungen. Die Art wird innerhalb der Gattung Laparocerus der Untergattung Atlantodes zugerechnet, deren Monophylie (in der üblichen Abgrenzung) aber zweifelhaft ist. Laparodes ist eine Gattung von etwa 110 Arten von Rüsselkäfern, die alle mit einer Ausnahme endemisch auf den Makaronesischen Inseln sind (eine einzige Art auch auf dem nordafrikanischen Festland), von der Inselgruppe Madeira sind 24 Arten bekannt geworden. Nach den genetischen Daten (die ausgestorbene Laparocerus lanatus selbst wurde nicht mitgetestet) bilden die Arten von Madeira eine monophyletische Gruppe, was darauf hindeutet, dass die Kolonisierung der Inseln auf ein einziges Ereignis zurückgeht. Laparocerus-Arten besitzen unterirdisch lebende Larven, die Imagines fressen an Pflanzen, einige verbleiben in der Streuschicht. Alle Arten sind flügellos.